# 韦凯尼
韦凯尼，是匈牙利巴兰尼亚州所辖的一个村。总面积9.36平方公里，总人口151，人口密度16.1人/平方公里（2011年1月1日）。